# Schachweltmeisterschaft der Frauen

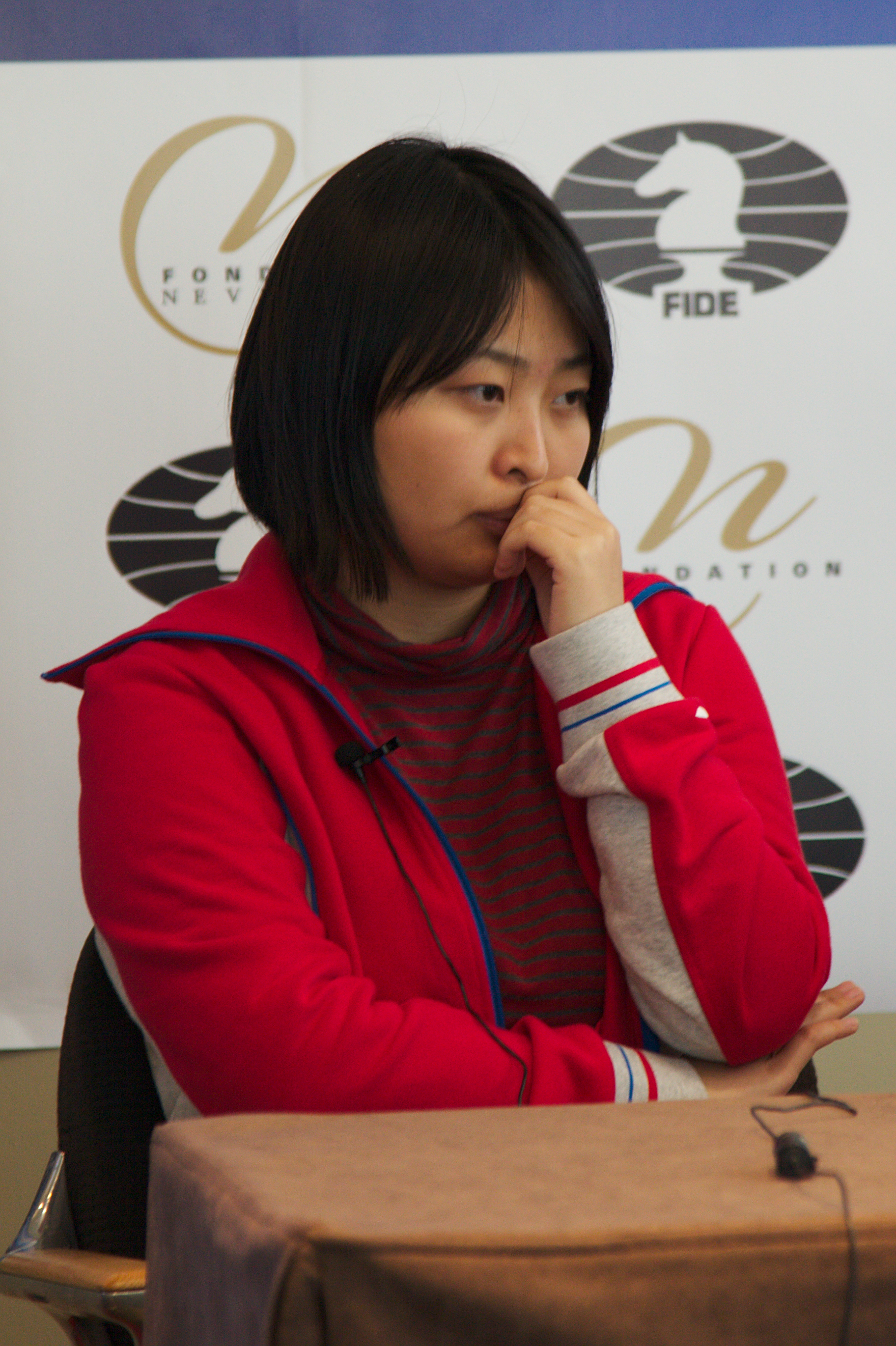
Die amtierende Weltmeisterin
Ju Wenjun

Die Schachweltmeisterschaft der Frauen ist eine nur für Frauen offene Veranstaltung zur Ermittlung der weltbesten Schachspielerin, die seit 1927 unter Schirmherrschaft des Weltschachverbands FIDE ausgetragen wird. Die erste Weltmeisterin war von 1927 bis zu ihrem Tod 1944 Vera Menchik, derzeit ist die Chinesin Ju Wenjun Titelträgerin. Die Siegerin einer Schachweltmeisterschaft der Damen erhält den allgemeinen Großmeistertitel, die unterlegene Finalistin den Titel eines Internationalen Meisters.
Seit 2020 wird die Schachweltmeisterschaft der Frauen ebenso wie die offene Schachweltmeisterschaft als Zweikampf zwischen der amtierenden Schachweltmeisterin und der Siegerin eines Kandidatenturniers ausgetragen. Zuvor wurde das Turnier ab 2010 jährlich in abwechselndem Format ausgespielt. Laut FIDE-Regularien sollte dabei in geraden Jahren ein K.-o.-Turnier mit 64 Teilnehmerinnen, in ungeraden Jahren ein Zweikampf zwischen der aktuellen Weltmeisterin und einer Herausforderin stattfinden. Da seit 2014 die Austragungen wegen organisatorischer Probleme jeweils ins Folgejahr verschoben wurden, fanden die Turniere in unregelmäßigen Abständen statt.
Beim Schach ist es anders als bei vielen anderen Sportarten üblich, dass Frauen gegen Männer antreten. Der Wettbewerb um den Titel des Schachweltmeisters (fälschlicherweise auch Weltmeisterschaft der Männer genannt) steht beiden Geschlechtern offen, wird aber in der Praxis klar von Männern dominiert. Manche Schachspielerinnen beteiligen sich bewusst nicht an den Kämpfen zur Frauenweltmeisterschaft. So hat etwa Judit Polgár, die von Januar 1989 bis Februar 2015 die Frauenweltrangliste anführte und auch den allgemeinen Großmeistertitel trägt, noch nie um den Weltmeistertitel der Frauen gespielt. Sie wurde jedoch bis zu ihrem Rücktritt im August 2014 unangefochten als beste weibliche Schachspielerin angesehen, während ihre ältere Schwester Zsuzsa Polgár, die schachlich stets in ihrem Schatten stand, bereits die Weltmeisterschaft der Damen gewann.

## 1927 bis 1944 – Die Ära Vera Menchiks

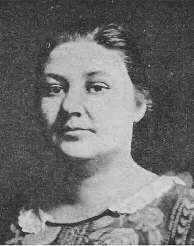
Vera Menchik, erste Schachweltmeisterin von 1927 bis zu ihrem Tod 1944

Die erste Schachweltmeisterschaft für Frauen wurde von der FIDE als ein Rundenturnier organisiert und fand parallel zur Schacholympiade 1927 statt. Siegerin und somit erste Schachweltmeisterin wurde Vera Menchik. In der Folge hatte sie jedoch – im Gegensatz zu den allgemeinen Schachweltmeistern – keine besonderen Vorrechte und musste sich genau wie ihre Herausforderinnen erst für den WM-Kampf qualifizieren. Sie blieb unbesiegt und verteidigte ihren Weltmeistertitel erfolgreich in den Jahren 1930, 1931, 1933, 1935, 1937 und 1939 bei jeweils parallel zur Schacholympiade ausgetragenen Turnieren. 1930 und 1931 war jeweils nur eine Teilnehmerin aus jedem Land zugelassen, dies wurde auf Menchiks Antrag geändert.
Im Zweiten Weltkrieg starb sie 1944 mit ihrer Mutter und Schwester bei einem deutschen V1-Angriff auf Kent.

## 1950 bis 1991 – Sowjetische Dominanz
Nach Menchiks Tod fand die nächste Schachweltmeisterschaft der Frauen 1949/50 statt. Es handelte sich wieder um ein Rundenturnier. Die sowjetische Spielerin Ljudmila Rudenko siegte und wurde die zweite Weltmeisterin. Danach wurde analog zu den Männern ein Zyklus von Interzonen- und Kandidatenturnieren eingerichtet, um die jeweilige Herausforderin für die Titelträgerin zu ermitteln.
Das erste Kandidatenturnier fand 1952 in Moskau statt. Die Russin Jelisaweta Bykowa ging als Siegerin hervor und besiegte daraufhin Rudenko mit 8 zu 6 (+7 =2 −5), was sie zur dritten Weltmeisterin machte. Das nächste Kandidatenturnier wurde von Olga Rubzowa gewonnen. Doch anstatt sie direkt gegen Bykowa antreten zu lassen, entschied die FIDE, dass die Weltmeisterschaft zwischen den drei besten Spielerinnen der Welt entschieden werden solle: Rubzowa, Rudenko und Bykowa. Rubzowa gewann diese WM, die 1956 in Moskau stattfand, mit einem Punkt Vorsprung auf Bykowa, die wiederum fünf Punkte mehr als Rudenko aufwies. Bykowa eroberte jedoch bereits 1958 den Titel zurück und verteidigte ihn 1959 gegen Kira Sworykina, die Siegerin des Kandidatenturniers 1959.
Das vierte Kandidatenturnier wurde 1961 in Vrnjačka Banja (Serbien) abgehalten und von der georgischen Spielerin Nona Gaprindaschwili dominiert, die bei zehn Siegen und sechs Remis keine Niederlage einstecken musste. Daraufhin schlug sie Bykowa im WM-Kampf 1962 überlegen mit 9:2 (+7 =4 −0) und wurde die vierte Weltmeisterin. Gaprindaschwili verteidigte den Titel gegen die Russin Alla Kuschnir 1965 in Riga und 1969 in Tiflis und Moskau.
Im Jahr 1971 führte die FIDE auch bei den Frauen ein Reglement ein, das bei den Herren bereits seit 1965 üblich war: Nicht mehr in Rundenturnieren, sondern in K.-o.-Wettkämpfen sollten die Herausforderinnen ermittelt werden. Kuschnir qualifizierte sich erneut als Herausforderin, wurde jedoch wiederum von Gaprindaschwili im Titelkampf 1972 in Riga besiegt. Gaprindaschwili verteidigte den Titel ein letztes Mal gegen Nana Alexandria aus Georgien in Pizunda und Tiflis 1975.
Im Kandidatenzyklus 1976 bis 1978 sorgte die erst 17-jährige Georgierin Maia Tschiburdanidse für eine Überraschung, als sie nacheinander Nana Alexandria, Jelena Achmilowskaja und Alla Kuschnir besiegte und den WM-Kampf 1978 in Tiflis gegen Gaprindaschwili gewann. Es war ein Höhepunkt der georgischen Dominanz im Frauenschach. Tschiburdanidse verteidigte den Titel gegen Alexandria in Bordschomi und Tiflis 1981 und gegen Irina Levitina in Wolgograd 1984. Achmilowskaja gewann das nächste Kandidatenturnier, verlor jedoch den WM-Kampf gegen Tschiburdanidse in Sofia 1986. Tschiburdanidses letzte Titelverteidigung erfolgte 1988 in Telawi gegen Nana Iosseliani.

## Seit 1991 – Siegeszug der Chinesinnen
Tschiburdanidse verlor den Titel 1991 in Manila an die junge Chinesin Xie Jun, die im Interzonenturnier Zweite hinter Gaprindaschwili und im Kandidatenturnier geteilte Erste mit Alisa Marić wurde, gegen die sie in einem Stichkampf die Oberhand behielt.
Zu dieser Zeit sorgten die drei ungarischen Polgár-Schwestern Zsuzsa, Zsófia und Judit für die ersten aufsehenerregenden Siege gegen Großmeister. Die Familie beschloss, dass sich Judit als die spielstärkste der drei ausschließlich auf Männerturniere konzentrieren solle, während Zsuzsa und Zsófia bei den Frauenturnieren teilnehmen sollten.
Zsuzsa Polgár gewann das Kandidatenturnier in Shanghai 1992. Das Kandidatenfinale – ein Match über acht Partien zwischen den beiden Erstplatzierten des Turniers – zwischen Polgár und Iosseliani stand selbst nach zwei Tie-Breaks noch unentschieden. So musste das Los entscheiden, wodurch Iosseliani als Herausforderin für Xie Jun ausgemacht wurde. Beim WM-Kampf 1993 in Monaco war sie allerdings chancenlos.
Im Rahmen der Qualifikation für die Schachweltmeisterschaft der Frauen fand das letzte Interzonenturnier 1995 in Chișinău statt.
Der nächste Zyklus wurde von Polgár dominiert. Nach dem Kandidatenturnier geteilte Erste mit Tschiburdanidse, besiegte sie diese im Finale und nahm daraufhin Xie Jun den WM-Titel bei der Weltmeisterschaft 1996 in Jaén ab.
Im Jahre 1997 wurden Alissa Galljamowa und Xie Jun Erste bzw. Zweite im Kandidatenturnier. Galljamowa weigerte sich jedoch, das Finale vollständig in China zu spielen, worauf die FIDE Xie Jun kampflos als Herausforderin proklamierte. Polgár hatte zwischenzeitlich ihr erstes Kind zur Welt gebracht und bat daher um eine Verschiebung des Kampfes. Die FIDE weigerte sich und setzte stattdessen die Weltmeisterschaft zwischen Galliamova und Xie Jun fest. Sie fand in Kasan (Russland) und Shenyang (China) statt. Xie Jun gewann mit 8,5:6,5 (+5 =7 −3).
Im Jahr 2000 fand die Weltmeisterschaft parallel zur Männerweltmeisterschaft statt und wurde genau wie diese auch im K.-o.-Modus ausgetragen. Siegerin wurde Xie Jun. 2001 gewann Zhu Chen, der angewandte Modus war erneut der K.-o.-Modus. Ein weiteres K.-o.-Turnier, diesmal jedoch nicht gleichzeitig zur Männerweltmeisterschaft, fand vom 21. Mai bis 8. Juni 2004 in Elista, Russland, statt. Die bulgarische Spielerin Antoaneta Stefanowa wurde neue Weltmeisterin. Ähnlich wie Polgár sieben Jahre zuvor nahm Zhu Chen wegen einer Schwangerschaft nicht teil.

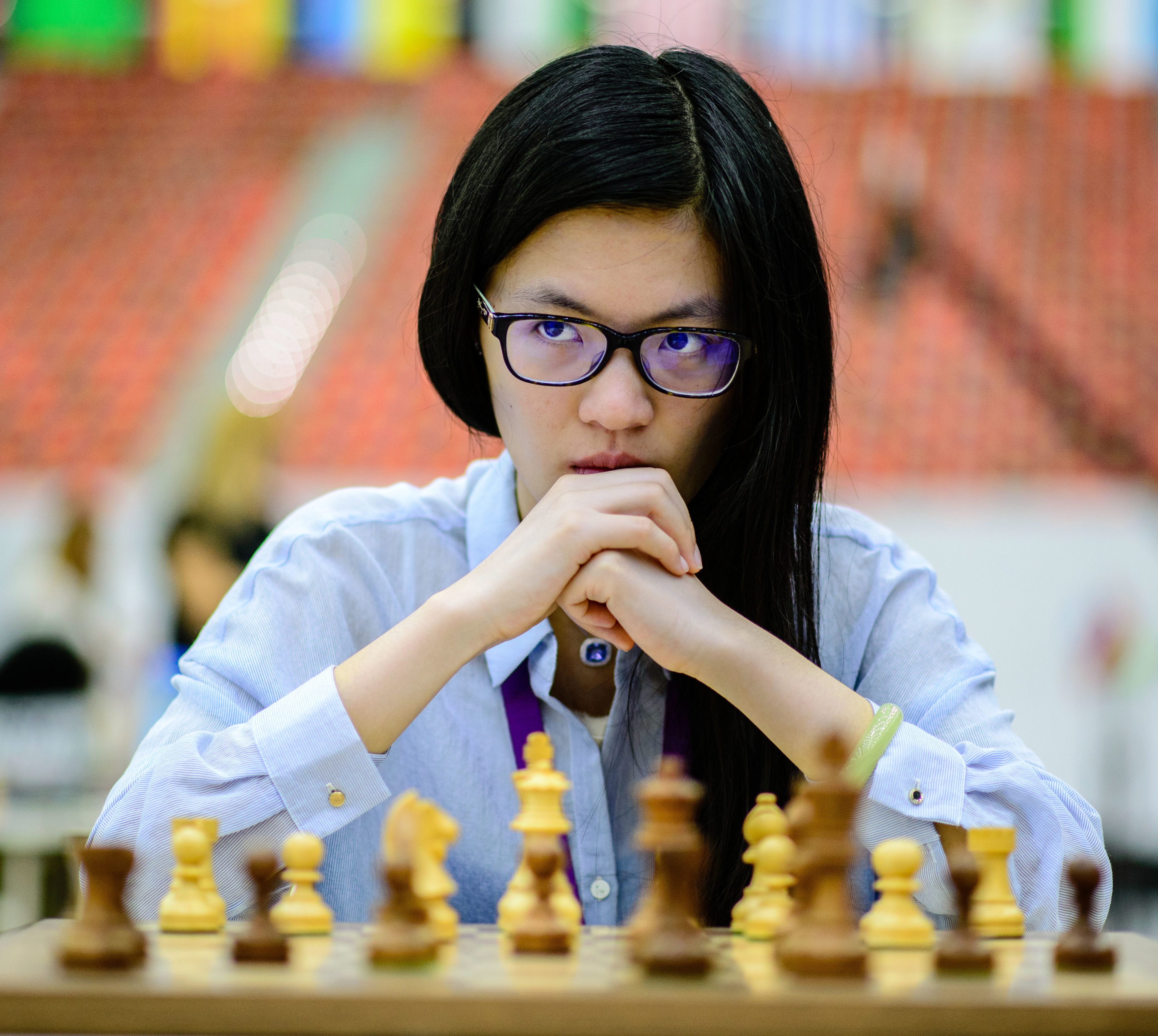
Hou Yifan, 2016

Schließlich kehrte der Titel 2006 nach China zurück, als Xu Yuhua in Jekaterinburg den Titel gewann. Die Weltmeisterschaft 2008 fand vom 28. August bis 17. September in Naltschik statt. Wegen des Kaukasus-Konflikts reisten sechs georgische Spielerinnen, darunter Ex-Weltmeisterin Tschiburdanidse, und fünf weitere Spielerinnen nicht an. Im Finale setzte sich Alexandra Kostenjuk mit 2,5:1,5 gegen Hou Yifan durch.
Bei der Weltmeisterschaft 2010 vom 2. bis 24. Dezember 2010 schied Kosteniuk bereits in der dritten Runde aus. Hou Yifan besiegte ihre Landsfrau Ruan Lufei im Finale in einem Tie-Break von vier Schnellschachpartien mit 3:1, nachdem die vier regulären Partien mit 2:2 geendet hatten, und wurde so im Alter von 16 Jahren, 9 Monaten und 27 Tagen die bislang jüngste Schachweltmeisterin.
Die Weltmeisterschaft 2011 fand vom 14. bis 30. November in Tirana statt. Hou Yifan verteidigte ihren Titel in einem auf zehn Partien angesetzten Wettkampf vorzeitig mit 5,5:2,5 (+3 =5 −0) gegen K. Humpy, die sich durch einen zweiten Platz hinter der Weltmeisterin beim FIDE Women’s Grand Prix 2009–2011 qualifiziert hatte. Gespielt wurde mit einer Bedenkzeit von 90 Minuten für 40 Züge und 30 Minuten für den Rest der Partie, plus 30 Sekunden pro Zug. Die Siegerin erhielt 120.000 Euro Preisgeld, die Verliererin 80.000 Euro.
Vom 10. November bis 2. Dezember 2012 fand eine Weltmeisterschaft in Chanty-Mansijsk statt, die mit 64 Spielerinnen im K.-o.-System ausgetragen wurde. Die amtierende Weltmeisterin Hou Yifan schied überraschend bereits in der zweiten Runde gegen Monika Soćko aus. Im Finale setzte sich Anna Uschenina im Tie-Break gegen Ex-Weltmeisterin Antoaneta Stefanowa durch. 2013 eroberte Hou Yifan den Titel durch einen Wettkampfsieg gegen Anna Uschenina zurück.
Im Jahr 2014 fand keine Weltmeisterschaft statt, da das Turnier auf 2015 verschoben wurde. Wegen daraus resultierender Terminprobleme nahm Titelverteidigerin Hou Yifan nicht teil; neue Weltmeisterin wurde die Ukrainerin Marija Musytschuk. Im 2016 ausgetragenen Zweikampf konnte Hou Yifan den Titel erneut gewinnen, gab kurz darauf jedoch bekannt, sich aus Protest gegen den aktuellen Modus nicht mehr am bestehenden Weltmeisterschaftszyklus zu beteiligen.
Neue Weltmeisterin wurde 2017 die Chinesin Tan Zhongyi. Im folgenden Jahr verlor sie den Titel in einem Zweikampf gegen ihre Landsfrau Ju Wenjun. Wenjun verteidigte ihren Titel bei der K.-o.-Weltmeisterschaft 2018 im Finale gegen Jekaterina Lagno und bei der wieder als Zweikampf ausgetragenen Weltmeisterschaft 2020 im Tie-Break gegen Alexandra Gorjatschkina.
Bei der Weltmeisterschaft 2023 verteidigte Ju Wenjun ihren Titel erneut gegen ihre Landsfrau Lei Tingjie.

## Liste der Schachweltmeisterinnen
Nach der Menchik-Ära dominierte zunächst die Sowjetunion, nach deren Zerfall gewannen chinesische und osteuropäische Spielerinnen den Titel.

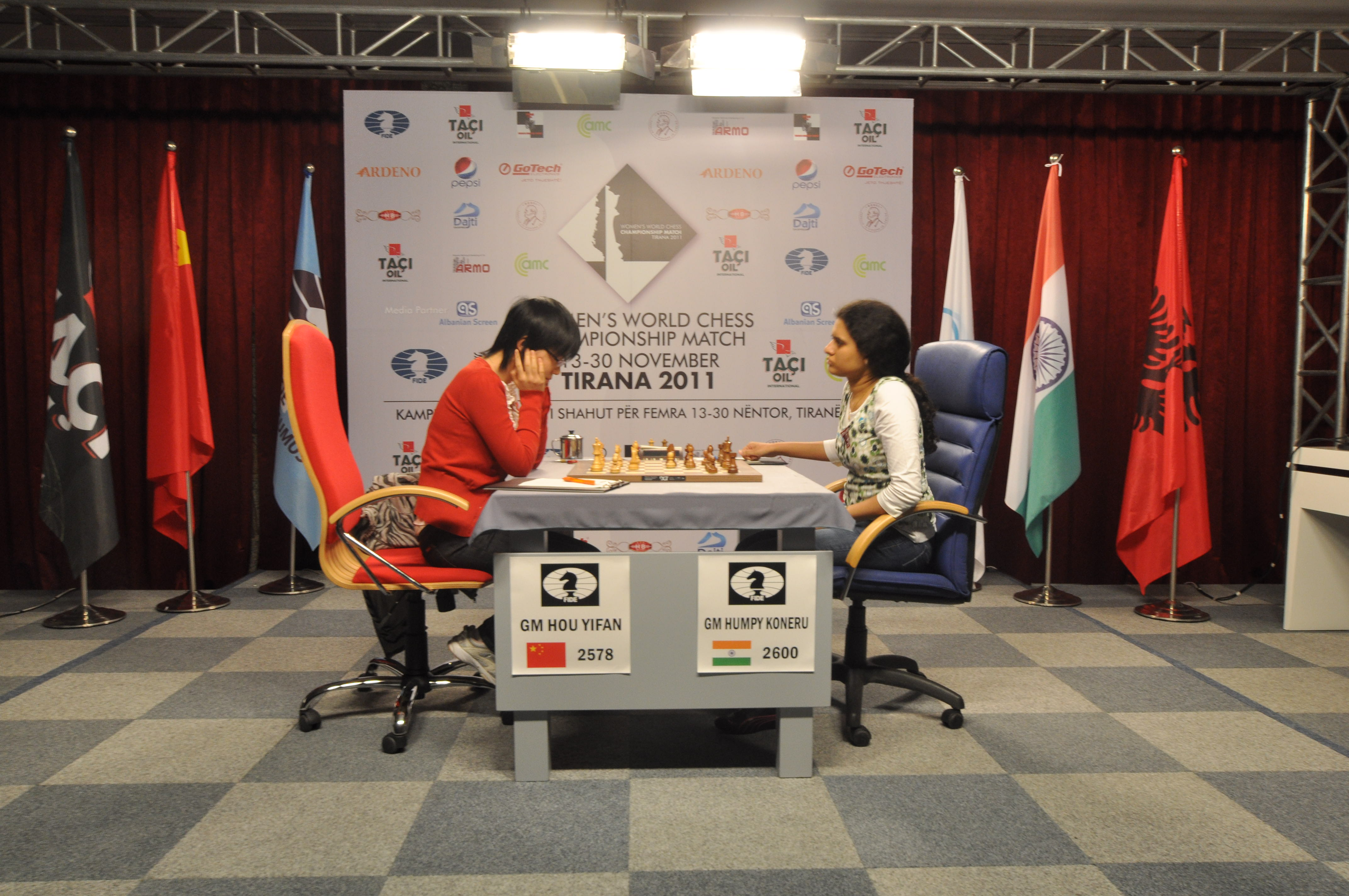
Hou Yifan – Humpy Koneru, Tirana 2011

| Name                 | Zeitraum  | Land                              |
| -------------------- | --------- | --------------------------------- |
| Vera Menchik         | 1927–1944 | Tschechoslowakei / Großbritannien |
| keine Weltmeisterin  | 1944–1950 | –                                 |
| Ljudmila Rudenko     | 1950–1953 | Sowjetunion                       |
| Jelisaweta Bykowa    | 1953–1956 | Sowjetunion                       |
| Olga Rubzowa         | 1956–1958 | Sowjetunion                       |
| Jelisaweta Bykowa    | 1958–1962 | Sowjetunion                       |
| Nona Gaprindaschwili | 1962–1978 | Sowjetunion                       |
| Maia Tschiburdanidse | 1978–1991 | Sowjetunion                       |
| Xie Jun              | 1991–1996 | Volksrepublik China               |
| Zsuzsa Polgár        | 1996–1999 | Ungarn                            |
| Xie Jun              | 1999–2001 | Volksrepublik China               |
| Zhu Chen             | 2001–2004 | Volksrepublik China               |
| Antoaneta Stefanowa  | 2004–2006 | Bulgarien                         |
| Xu Yuhua             | 2006–2008 | Volksrepublik China               |
| Alexandra Kostenjuk  | 2008–2010 | Russland                          |
| Hou Yifan            | 2010–2012 | Volksrepublik China               |
| Anna Uschenina       | 2012–2013 | Ukraine                           |
| Hou Yifan            | 2013–2015 | Volksrepublik China               |
| Marija Musytschuk    | 2015–2016 | Ukraine                           |
| Hou Yifan            | 2016–2017 | Volksrepublik China               |
| Tan Zhongyi          | 2017–2018 | Volksrepublik China               |
| Ju Wenjun            | seit 2018 | Volksrepublik China               |

## Abweichende Ansprüche auf den Weltmeistertitel
Sonja Graf, die bei der Schachweltmeisterschaft der Frauen 1939 Zweite geworden war, betrachtete sich nach dem Tod Vera Menchiks als „Schach-Weltmeisterin“. Max Euwe sah Graf von 1944 bis 1950 als ungekrönte Championesse und forderte einen Zweikampf zwischen ihr und Rudenko, nachdem diese 1950 Weltmeisterin geworden war. Graf verweigerte jedoch vor 1952 jede Turnierteilnahme.